# Tord Asle Gjerdalen
Tord Asle Gjerdalen (* 3. August 1983 in Hønefoss, Buskerud) ist ein norwegischer Skilangläufer.

## Werdegang

### 2002 bis 2008
Gjerdalen, der für Fossum IF startet, tritt seit Ende 2002 bei internationalen Wettbewerben an. Zunächst startete er vor allem in FIS-Rennen, daneben in Continental-Cup-Rennen, bei Juniorenweltmeisterschaften, wobei der bei den Juniorenweltmeisterschaften 2003 in Sollefteå Silber mit der norwegischen Staffel errang, und norwegischen Meisterschaften. Im Februar 2004 wurde er in einem Sprintrennen in Trondheim, bei dem er 67. wurde, erstmals im Skilanglauf-Weltcup eingesetzt.
Bis zur Saison 2005/06 startete Gjerdalen meist in unterklassigen Rennen, nur selten im Weltcup. In Beitostølen gewann er als Zwölftplatzierter über 15 Kilometer erstmals Weltcuppunkte. In Lago di Tesero kam er als Siebter im 30-Kilometer-Rennen erstmals unter die Top Ten. Mit der Staffel wurde Gjerdalen dort Dritter. Sein bislang bestes Ergebnis in einem Einzelrennen erreichte er am Ende der Saison als Vierter in Falun. Kurz zuvor war er in zwei Rennen bei den Olympischen Spielen 2006 von Turin angetreten. In der Verfolgung von Pragelato belegte er den 17. Rang, über 50 Kilometer wurde er Fünfzehnter.
Den Gesamtweltcup 2005/06 schloss er als 34. ab, im Distanzweltcup belegte er den 22. Rang. In der Saison 2006/07 konnte er seine Leistungen im Weltcup noch nicht durchgehend stabilisieren. Doch gestaltete sich der Auftakt zum Skilanglauf-Weltcup 2007/08 in Beitostølen mit guten Platzierungen positiv. Die Tour de Ski 2007/2008 beendete er am Ende auf dem vierten Platz und verpasste damit das Gesamtpodium nur knapp. Bei den nationalen Meisterschaften in Trondheim auf den Loipen rund um die Granåsen-Schanzenanlage wurde er Elfter. Eine Woche später erreichte er im schwedischen Falun in der 30-km-Verfolgung mit dem zweiten Platz sein erstes Weltcup-Podest. Auch mit der Staffel am Tag darauf erreichte er den zweiten Platz. Zum Saisonabschluss in Bormio stand er erneut auf dem Podest. Am Ende belegte er der Saison-Gesamtwertung den vierten Platz. Im Sprint-Weltcup erreichte er Platz 18 und im Distanz-Weltcup den neunten Platz.

### Seit 2008/09
Zu Beginn der Saison 2008/09 startete er verhalten. In La Clusaz konnte er mit dem fünften Platz im Massenstart über 30 km. In der Staffel konnte er gemeinsam mit Tor Arne Hetland, Martin Johnsrud Sundby und Petter Northug seinen ersten Weltcup-Sieg feiern. Nach diesem Sieg ließen seine Leistungen jedoch unerwartet nach. So verpasste er im Classic-Weltcup und im Sprint in Davos die Punkteränge deutlich. Erst bei den Norwegischen Nordischen Skimeisterschaften im Januar 2009 in Gjøvik konnte er wieder überzeugen und sicherte sich den Meistertitel in der Verfolgung über 30 km. Zwei Wochen später beim Weltcup in Rybinsk wurde er Sechster im Massenstart.
Bei den Nordischen Skiweltmeisterschaften 2009 in Liberec erreichte Gjerdalen in der Verfolgung den 14. Platz. Im Massenstart über 50 km wurde er 20. Nach den Weltmeisterschaften brachen seine Leistungen erneut ein. Im Weltcup blieb er ohne Punktgewinne. Die Tour de Ski 2009/2010 beendete er auf dem 13. Platz.
Trotz eher enttäuschender Leistungen gehörte Gjerdalen zum Aufgebot für die Olympischen Winterspiele 2010 in Vancouver. Dort konnte er im 30-km-Skiathlon den 19. Platz erreichen und fuhr im Einzel über 15 km auf den 28. Platz. Nach den Spielen konnte er beim Weltcup in Lahti im Einzel den 11. Platz und damit seit langer Zeit wieder Weltcup-Punkte gewinnen. In der Staffel erreichte er den zweiten Platz.
Auch zu Beginn der Saison 2010/11 startete er mit ansteigenden Leistungen. So wurde er in La Clusaz Achter und mit der Staffel Dritter. Nach eher durchwachsenen Leistungen in Folge dieser guten Platzierungen gewann er mit der Staffel bei den Nordischen Skiweltmeisterschaften 2011 im norwegischen Oslo mit der Staffel den Weltmeistertitel und überraschend auch im Massenstart über 50 km die Bronzemedaille. Im ersten Weltcup nach den Weltmeisterschaften in Lahti gewann er mit einer guten Top-20-Platzierung erneut Punkte.
Bei den Norwegischen Nordischen Skimeisterschaften 2012 in Voss konnte er den Einzelwettbewerb über 15 km nicht beenden und erreichte auch im Skiathlon nur den 27. Platz. Daraufhin wurde er aus dem Weltcup-Kader rückversetzt und startete erst zur Tour de Ski 2012/13 wieder im Weltcup, welche er auf dem 21. Platz beendete. Bei den Norwegischen Meisterschaften 2013 in Gåsbu erreichte er im Skiathlon wie auch im Einzel über 15 km den vierten Platz und verpasste damit das Podest nur knapp.
Bei den Nordischen Skiweltmeisterschaften 2013 im italienischen Val di Fiemme startete er im Einzel und im Skiathlon. Dabei konnte er im Einzel die Bronzemedaille gewinnen und erreichte im Skiathlon über 30 km den 12. Platz. Mit der norwegischen Staffel wurde er Weltmeister. Im April 2013 siegte er beim Haukelirennet über 32 km Freistil.
Bei der Tour de Ski 2013/14 erreichte er einen guten sechsten Gesamtrang. Obwohl er im Anschluss daran nur noch den Weltcup in Toblach bestritt und als 57. ohne Punktegewinn blieb, gehörte er zur Mannschaft bei den Olympischen Winterspielen 2014 im russischen Sotschi. Nach Rang 20 im Skiathlon belegte er im abschließenden 50-km-Einzelrennen den 21. Platz. In der Saison 2014/15 nahm er an Marathonrennen der Ski Classics teil. Dabei gewann er den Marcialonga und belegte beim Isergebirgslauf und beim König-Ludwig-Lauf den dritten Rang und erreichte ebenfalls den dritten Platz in der Gesamtwertung. In der folgenden Saison siegte er beim Marcialonga und beim Toblach–Cortina. Zudem wurde er Zweiter beim La Diagonela und Dritter beim Kaiser-Maximilian-Lauf und erreichte zum Saisonende den zweiten Platz in der Gesamtwertung der Ski Classics. Nach zweiten Plätzen beim Scandinavian Cup in Lillehammer über 10 km Freistil und im 30-km-Massenstartrennen zu Beginn der Saison 2016/17, siegte er beim La Sgambeda, beim Marcialonga und beim Toblach–Cortina. Außerdem errang er den dritten Platz beim Isergebirgslauf und jeweils den zweiten Platz beim Kaiser-Maximilian-Lauf, beim La Diagonela und beim Årefjällsloppet und gewann damit zum Saisonende die Gesamtwertung der Ski Classics.
In der folgenden Saison triumphierte Gjerdalen beim Kaiser-Maximilian-Lauf, La Diagonela, Toblach–Cortina und beim Reistadløpet. Zudem wurde er beim Birkebeinerrennet und beim Ylläs–Levi jeweils Zweiter und gewann wie im Vorjahr die Gesamtwertung der Ski Classics. In der Saison 2018/19 kam er mit jeweils zweiten Plätzen beim La Diagonela und beim Isergebirgslauf auf den dritten Rang in der Ski Classics-Gesamtwertung. In der folgenden Saison errang er mit zweiten Plätzen beim La Diagonela und beim Marcialonga, den zweiten Platz in der Gesamtwertung der Ski Classics.
2021 stellte er in Schweden beim Wasalauf eine neue Rekordzeit von 3:28:18,4 Stunden für die 90 Kilometer lange Strecke ein.

## Erfolge

### Weltcupsiege im Team
| Nr. | Datum            | Ort       | Disziplin           |
| --- | ---------------- | --------- | ------------------- |
| 1.  | 7. Dezember 2008 | La Clusaz | 4 × 10 km Staffel 1 |

### Siege bei Continental-Cup-Rennen
| Nr. | Datum             | Ort         | Disziplin                      | Serie            |
| --- | ----------------- | ----------- | ------------------------------ | ---------------- |
| 1.  | 7. Januar 2007    | Sjusjøen    | 10 km Freistil Individualstart | Scandinavian Cup |
| 2.  | 14. Dezember 2014 | Lillehammer | 30 km klassisch Massenstart    | Scandinavian Cup |

### Siege bei Worldloppet-Cup-Rennen
Anmerkung: Vor der Saison 2015/16 hieß der Worldloppet Cup noch Marathon Cup.
| Nr. | Datum           | Ort                          | Rennen      | Disziplin                     |
| --- | --------------- | ---------------------------- | ----------- | ----------------------------- |
| 1.  | 25. Januar 2015 | Val di Fiemme / Val di Fassa | Marcialonga | 57 km klassisch Massenstart 2 |
| 2.  | 31. Januar 2016 | Val di Fiemme / Val di Fassa | Marcialonga | 70 km klassisch Massenstart 2 |
| 3.  | 29. Januar 2017 | Val di Fiemme / Val di Fassa | Marcialonga | 57 km klassisch Massenstart 2 |

### Siege bei Ski-Classics-Rennen
| Nr. | Datum            | Ort                          | Rennen                 | Disziplin                     |
| --- | ---------------- | ---------------------------- | ---------------------- | ----------------------------- |
| 1.  | 25. Januar 2015  | Val di Fiemme / Val di Fassa | Marcialonga            | 57 km klassisch Massenstart 3 |
| 2.  | 31. Januar 2016  | Val di Fiemme / Val di Fassa | Marcialonga            | 70 km klassisch Massenstart 3 |
| 3.  | 13. Februar 2016 | Toblach                      | Toblach–Cortina        | 32 km klassisch Massenstart   |
| 4.  | 3. Dezember 2016 | Livigno                      | La Sgambeda            | 30 km klassisch Massenstart   |
| 5.  | 29. Januar 2017  | Val di Fiemme / Val di Fassa | Marcialonga            | 57 km klassisch Massenstart 3 |
| 6.  | 11. Februar 2017 | Toblach                      | Toblach–Cortina        | 50 km klassisch Massenstart   |
| 7.  | 13. Januar 2018  | Seefeld in Tirol             | Kaiser-Maximilian-Lauf | 60 km klassisch Massenstart   |
| 8.  | 20. Januar 2018  | Zuoz                         | La Diagonela           | 65 km klassisch Massenstart   |
| 9.  | 3. Februar 2018  | Toblach                      | Toblach–Cortina        | 50 km klassisch Massenstart   |
| 10. | 7. April 2018    | Bardufoss                    | Reistadløpet           | 50 km klassisch Massenstart   |
| 11. | 7. März 2021     | Sälen–Mora                   | Wasalauf               | 90 km klassisch Massenstart   |
| 12. | 15. Januar 2022  | Vinschgau                    | La Venosta Time Trial  | 10 km klassisch Massenstart   |

## Teilnahmen an Weltmeisterschaften und Olympischen Winterspielen

### Olympische Spiele
- 2006 Turin: 15. Platz 50 km Freistil Massenstart, 17. Platz 30 km Verfolgung
- 2010 Vancouver: 19. Platz 30 km Verfolgung, 28. Platz 15 km Freistil
- 2014 Sotschi: 20. Platz 30 km Skiathlon, 21. Platz 50 km Freistil Massenstart

### Nordische Skiweltmeisterschaften
- 2009 Liberec: 14. Platz 30 km Verfolgung, 20. Platz 50 km Freistil Massenstart
- 2011 Oslo: 1. Platz Staffel, 3. Platz 50 km Freistil Massenstart, 17. Platz 30 km Verfolgung
- 2013 Val di Fiemme: 1. Platz Staffel, 3. Platz 15 km Freistil, 6. Platz 50 km klassisch Massenstart, 12. Platz 30 km Skiathlon

## Platzierungen im Weltcup

### Weltcup-Statistik
Die Tabelle zeigt die erreichten Platzierungen im Einzelnen.
- 1.–3. Platz: Anzahl der Podiumsplatzierungen
- Top 10: Anzahl der Platzierungen unter den ersten zehn
- Punkteränge: Anzahl der Platzierungen innerhalb der Punkteränge
- Starts: Anzahl gelaufener Rennen in der jeweiligen Disziplin
- Hinweis: Bei den Distanzrennen erfolgt die Einordnung gemäß FIS.

| Platzierung               | Distanzrennen a | Distanzrennen a | Distanzrennen a | Distanzrennen a | Distanzrennen a | Skiathlon Verfolgung | Sprint | Etappen- rennen b | Gesamt | Team c | Team c  |
| Platzierung               | ≤ 5 km          | ≤ 10 km         | ≤ 15 km         | ≤ 30 km         | > 30 km         | Skiathlon Verfolgung | Sprint | Etappen- rennen b | Gesamt | Sprint | Staffel |
| ------------------------- | --------------- | --------------- | --------------- | --------------- | --------------- | -------------------- | ------ | ----------------- | ------ | ------ | ------- |
| 1. Platz                  |                 |                 |                 |                 |                 |                      |        |                   |        |        | 1       |
| 2. Platz                  | 1               |                 |                 |                 |                 | 1                    |        |                   | 2      |        | 3       |
| 3. Platz                  |                 |                 |                 |                 |                 |                      |        |                   |        |        | 2       |
| Top 10                    | 1               |                 | 3               | 5               | 2               | 8                    | 2      | 2                 | 23     |        | 9       |
| Punkteränge               | 6               | 1               | 18              | 6               | 2               | 27                   | 7      | 8                 | 75     |        | 15      |
| Starts                    | 11              | 3               | 33              | 8               | 7               | 29                   | 20     | 9                 | 120    |        | 15      |
| Stand: Saisonende 2018/19 |                 |                 |                 |                 |                 |                      |        |                   |        |        |         |

### Weltcup-Gesamtplatzierungen
| Saison  | Gesamt | Gesamt | Distanz | Distanz | Sprint | Sprint |
| Saison  | Punkte | Platz  | Punkte  | Platz   | Punkte | Platz  |
| ------- | ------ | ------ | ------- | ------- | ------ | ------ |
| 2005/06 | 157    | 34.    | 157     | 22.     | -      | -      |
| 2006/07 | 39     | 85.    | 39      | 51.     | -      | -      |
| 2007/08 | 692    | 4.     | 353     | 9.      | 139    | 18.    |
| 2008/09 | 183    | 40.    | 125     | 32.     | 22     | 66.    |
| 2009/10 | 197    | 39.    | 106     | 35.     | 11     | 86.    |
| 2010/11 | 237    | 33.    | 161     | 24.     | 16     | 73.    |
| 2011/12 | 3      | 150.   | 1       | 96.     | -      | -      |
| 2012/13 | 143    | 50.    | 99      | 41.     | -      | -      |
| 2013/14 | 258    | 30.    | 98      | 36.     | -      | -      |